# La-9 (航空機)

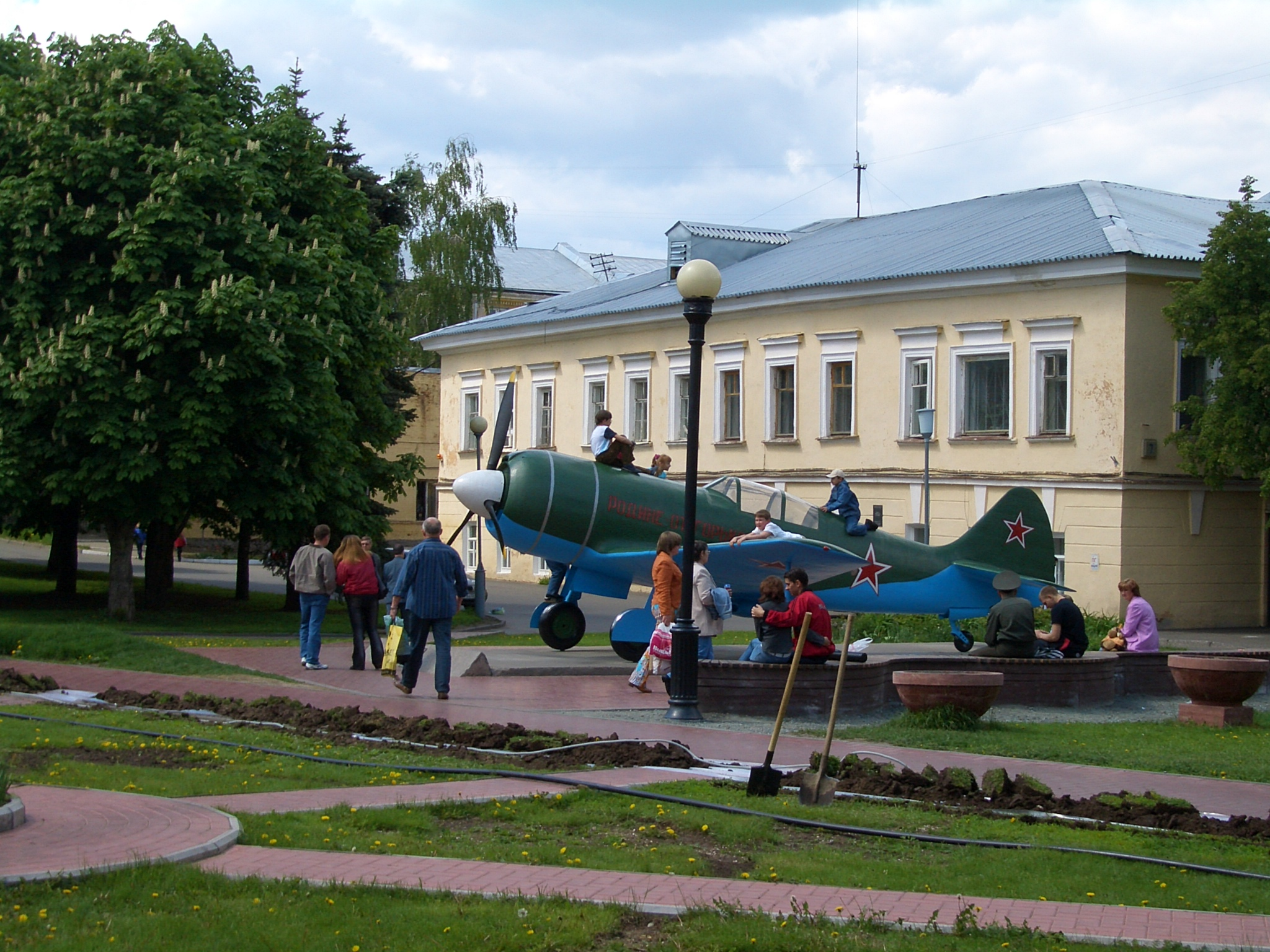
ニージュニイ・ノーヴガラトで展示されているLa-9

La-9(ロシア語:Ла-9ラー・ヂェーヴャチ)は、ソ連で開発された戦闘機である。1946年に初飛行した。

## 概要
La-9は、ソ連においてLaGG-1以来ラーヴォチュキン設計局が開発を続けてきた一連の戦闘機の完成型といえる機体であった。そこでは、La-7まで金属・木材・布等の混合構造であった機体構造を全金属製にするなど、全面的な改設計を行われていた。また、操縦席もより視界の良い風防に変更されていた。戦力化は第二次世界大戦には間に合わなかったが、Yak-9Pとともに1940年代後半のソ連軍の主力戦闘機となった。しかしながら、1947年にはMiG-15が初飛行に成功するなどジェット化がすぐあとに控えていたため、La-9などのレシプロ戦闘機はそれらと比べればあまり多くは配備されなかった。
La-9の発展型としては、1947年に初飛行したLa-9V(Ла-9В、UTI La-9(УТИ Ла-9)とも呼ばれる)複座練習訓練戦闘機があり、また同年にはジェットエンジン2基を搭載するLa-9RD(Ла-9РД)も飛行した。La-11(Ла-11ラー・アヂーンナツァチ)はLa-9の長距離護衛戦闘機型で、翼端に燃料タンクを取り付けることも出来た。La-9とLa-11はともに朝鮮戦争へ投入され、Yak-9Pとともに中華人民共和国・朝鮮民主主義人民共和国軍の航空戦力の主力を担った。また、La-9はルーマニアなどに、La-11はインドネシアなどにも輸出された。日本の近くでは、1950年代、択捉島にソ連軍のLa-11が配備されていた。

## スペック
- 初飛行：1946年
- 翼幅：9.80 m
- 全長：8.625 m
- 全高：3.56 m
- 翼面積：17.59 m2
- 空虚重量：2,638 kg
- 通常離陸重量：3,425 kg
- 最大離陸重量：3,676 kg
- 最大燃料搭載量：825 kg

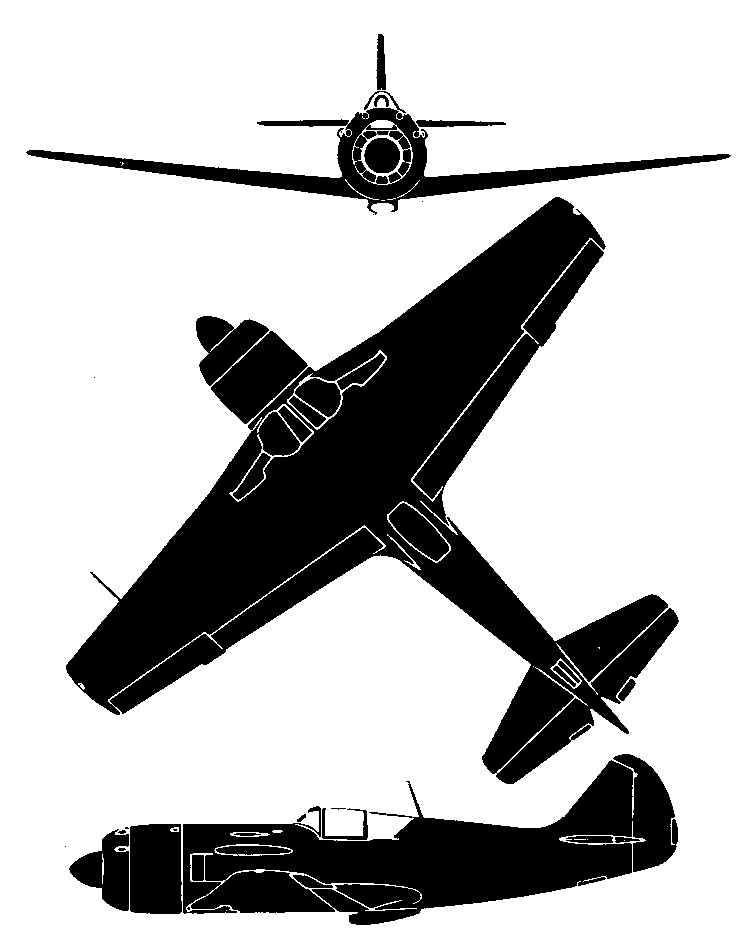
La-9

- 発動機：シュヴェツォーフ(Швецов)設計局製 ASh-82FN(АШ-82ФН) 空冷式レシプロエンジン
- 出力：1,850 馬力
- 最高速度(地表高度)：640 km/h
- 最高速度：690 km
- 実用航続距離：1,735 km
- 上昇率：1,064 m/min
- 実用飛行上限高度：10,800 m
- 乗員：1 名
- 武装：23 mm機銃NS-23(НС-23) ×4

## 運用者
- ソ連
  - 空軍
  - 国土防空軍
- ルーマニア
- 中華人民共和国
- 朝鮮民主主義人民共和国

## 現存する機体
| 型名          | 番号      | 機体写真 | 所在地                          | 所有者                         | 公開状況 | 状態     | 備考 |
| ------------- | --------- | -------- | ------------------------------- | ------------------------------ | -------- | -------- | --- |
| La-9          | 06        | 写真     | 中国 北京                       | 中国空軍航空博物館             | 公開     | 静態展示 | |
| La-9          | 66        | 写真     | ルーマニア ブカレスト           | 国立ルーマニア航空博物館       | 公開     | 静態展示 | |
| La-9          | 102       | 写真     | 北朝鮮 平壌                     | 祖国解放戦争勝利記念館         | 公開     | 静態展示 | |
| La-9          | 828       |          | アメリカ ヴァージニア州         | 軍事航空博物館                 | 公開     | 飛行可能 | |
| La-9          | 6201 7504 |          | 中国 北京                       | 北京航空航天大学博物館         | 不明     | 不明     | |
| La-9V         |           | 写真     | 中国 北京                       | 中国空軍航空博物館             | 公開     | 静態展示 | |
| La-9 レプリカ | 17        |          | ロシア ニージニー・ノヴゴロド州 | ニージニー・ノヴゴロド市の公園 | 公開     | 静態展示 | La-7記念碑として展示されているが、風防の枠が少なく尾翼も高いことからLa-9とみられる。降着装置の格納部がないことからレプリカと表記するが、実機の可能性もある。 |